# Quibala
Quibala (auch Kibala) ist eine Ortschaft und ein Landkreis in Angola.

## Geschichte
Am 15. Januar 1974 wurde Quibala unter Portugiesischer Kolonialverwaltung zur Kleinstadt (Vila) erhoben. Im Bürgerkrieg in Angola nach der Unabhängigkeit des Landes 1975 erlitt Quilanda weitgehende Zerstörungen. Die nach dem Friedensschluss 2002 angelaufenen Wiederaufbauprogramme zeigen inzwischen Wirkung. So wurden bis 2011 zahlreiche Verwaltungsgebäude wieder aufgebaut, und auch Einrichtungen des Bildungs-, Gesundheits- und Energiewesens sind neu errichtet worden. Eine wirtschaftliche Erholung setzte seither ein, die von weiteren, laufenden Förderprogrammen der Regierung weiter belebt werden soll.

## Verwaltung
Quibala ist Sitz eines gleichnamigen Kreises (Municipio) der Provinz Cuanza Sul. Der Kreis umfasst 9980 km² mit etwa 168.000 Einwohnern (Schätzung 2006). Die Volkszählung 2014 soll fortan genaue Bevölkerungsdaten liefern.
Vier Gemeinden (Comunas) bilden den Kreis Quibala:
- Kariango
- Lonhe
- Ndala Kachibo
- Quibala

## Söhne und Töchter der Stadt
- Serafim Shyngo-Ya-Hombo (* 1945), Altbischof von Mbanza Congo
- Chó do Guri (1959–2017), Dichterin und Schriftstellerin